# Domboky
Domboky (ukrajinsky Домбоки, maďarsky Dombokpuszta) je ves na Ukrajině, v Zakarpatské oblasti, v okrese Mukačevo, ve vesnické komunitě Velyki Lučky, v obci Rakošino.
Je zde pravoslavný ženský klášter.

## Obyvatelstvo
V roce 2024 zde žilo 493 obyvatel.

### Rozložení obyvatelstva podle rodného jazyka
| Jazyk        | Jazyk   |
| ------------ | ------- |
| Ukrajinština | 79,92 % |
| Romština     | 11,36 % |
| Rumunština   | 7,30 %  |
| Maďarština   | 1,22 %  |

Pozn.: Podle sčítání lidu v roce 2001.